# Карапетян, Ольга Владимировна
Ольга Владимировна Карапетян (1 мая 1958, Красноуфимск, Свердловская область — 18 марта 2010, Соликамск) — российский архитектор, главный архитектор (председатель комитета по архитектуре и градостроительству) г. Соликамска.

## Биография
Родилась в 1958 году в Красноуфимске Свердловской области. В 1982 году окончила Свердловский архитектурный институт. Трудилась в проектных институтах Перми, Свердловска, Тобольска, Соликамска. На посту главного архитектора Соликамска О. В. Карапетян работала с февраля 2007 года. Уже при О. В. Карапетян был утвержден генеральный план Соликамска, предполагающий массовую застройку территории города домами малой этажности, в том числе и за счёт сноса объектов, построенных самовольно.

## Убийство Ольги Карапетян
Была убита в подъезде своего дома 18 марта 2010 года выстрелом в сердце. Со слов Константина Кириенко, руководителя следственного отдела по г. Соликамску СУ СКП РФ по Пермскому краю: «18 марта утром, между восемью и девятью часами, в микрорайоне Клестовка был обнаружен труп женщины с признаками насильственной смерти. По данному факту возбуждено уголовное дело по статье 105 части первой „Убийство“ УК РФ. Ведется предварительное следствие». В Соликамск выехала следственно-оперативная группа под руководством замруководителя СУ СКП по Пермскому краю Сергея Сарапульцева. Кроме того, для расследования уголовного дела привлечены специалисты отдела криминалистики следственного управления во главе с его руководителем Владиславом Эккертом.
Опасаясь замалчивания со стороны СМИ этого убийства, сын О. В. Карапетян разместил информацию о трагедии в своём блоге, обратившись к друзьям и читателям с просьбой о дублировании этой информации в своих блогах. Тысячи блогеров перепубликовали это сообщение, включая и Губернатора Пермского края Олега Чиркунова.
В феврале 2014 года в Перми был вынесен приговор двум мужчинам, которые убили Ольгу Карапетян. На основании вердикта коллегии присяжных заседателей оба преступника признаны виновными в совершении преступления, предусмотренного п. «з» ч. 2 ст. 105 УК РФ (убийство по найму). 27-летний преступник получил 23 года колонии, а 46-летний — 15 лет. Личность заказчика преступления следствием до сих пор не установлена, однако считается, что мотивом убийства стала профессиональная деятельность архитектора.

## Цитаты
- «Город — это живой организм, который развивается по определённым законам. Считаю, что внешний вид и самочувствие этого организма зависит от жителей, от каждой частички их деятельности. Все планы и желания исходят от самих горожан. Это они строят магазины, жилые дома, банки, а наша задача — направить этот процесс в цивилизованное русло. Поэтому от осознания НАС как единого целого будет зависеть дальнейшее развитие и процветание нашего города. Глобальные изменения должны произойти в наших головах и эхом отразиться на жизни города в целом»[2] — Ольга Карапетян, 2007.

## Дети и внуки
После смерти Ольга Владимировна Карапетян оставила два сына: Каренa Петросовичa Карапетянa и Ашотa Петросовичa Карапетянa. Все они пошли по стопам своей матери и отца - Петроса Погосовича Карапетяна. Карен — архитектор, дизайнер интерьеров. Ашот — архитектор, дизайнер интерьеров
У О. В. Карапетян 2 внука. Артемий Каренович Карапетян и Микаэль Каренович Карапетян.